# Bokuhime Project
Bokuhime Project — пригодницька відеогра, в розробці Wizard Soft, вихід гри в Японії плануєтся 23 квітня 2020 року компанією Nippon Ichi Software для платформ Nintendo Switch та PlayStation 4. Гравець візьме роль підлітка який проникає в школу для вишуканих молодих дам, записавшись як студентка для розслідування інциденту з його сестрою. У рамках розслідування від гравця вимагатимуть отримати місце у впливовій організації в школі, і тим самим покращити статистику персонажів, щоб підвищити харизму свого персонажа, подолавши інших кандидатів.
Гру тестували в 2017 році, але її призупинили через невизначеності щодо того, наскільки великим буде попит на гру про кросс-дрессинг; повторно гру було анонсовано через два роки коли видавець виявив інтерес через Twitter та запропонував сериалізувати манґу Дайкокуду Іюка «Bokuhime-sama to Otome Shugi».

## Ігровий процес
Bokuhime Project однокористувацька, пригодницька відеогра в якій головний герой виконує роль дівчини для зачислення в школу вишуканних леді та проведення розслідування інциденту з його сестрою. В рамках розслідування гравець повинен покращити харизму свого персонажа, щоб отримати місце в шкільній організації та взаємодіяти з обраними в певний час учнями. Для цього персонаж в певній мірі проходження буде розвивати три характеристики: Візуальну, поліпшення жіночої зовнішності; Культурну, підвищення знань про дівчат та їх дрібнички; Дух, зниження відчуття сорому. Персонаж також буде брати участь у різних видах занять, таких як уроки плавання, чаювання, косплей та фізкультура, щоб збільшити феміністичність свого характеру.

## Сюжет
Історія розповідає про Мінато Ікусу, який проникає до приватної академії Юріяї — школи, де 99 % учнів складають жінки — щоб врятувати свою сестру Маріку, яка впала в кому після інциденту в академії, який Юріяї намагається приховати. Для цього він займає місце своєї двоюрідної сестри Акіри в школі, поки вона залишається вдома, і записується в учениці під ім'ям Еріка; він додатково відвідує школу на стороні хлопців як Мінато, живучи подвійним життям. У школі існує організація, відома як «Чотири принцеси», яка має значний вплив; Ікуса прагне отримати місце в цій організації, щоб розслідувати інцидент, в який була втягнута його сестра, і як така повинна працювати над тим, щоб стати найкрасивішою жінкою в школі і перемогти на виборах принцеси, здолавши інших кандидаток і нинішніх «Чотирьох принцес». Акіра, який добре знається на перевдяганні з чоловіка на жінку, допомагає Ікусі в цьому, навчаючи його «навичкам перевдягання».
Серед головних персонажів — Хійу Шіносакі, студентка, яка підтримує Ікусу і сприймає його як сестру, і яку приваблюють жінки; і жінконенависник Оуґа Рокудзю, студент, який є представником великої компанії. Серед учнів у «Чотирьох принцесах» — принцеса гяру Ліра Ходзукі, харизматична модель; принцеса-діва святилища Уран Рюґуін, ямато надісіко, яка була ізольована від світу; імператорська принцеса Гермес Хімеґамі, яка, здається, приязно ставиться до Ікуси; і принцеса-лицар Дарія Хімеґамі, старша сестра Гермеса, що захищає його, і яка дружила з сестрою Ікуси. Також з'являється Немесія Хімеґамі, директорка школи та мати Гермеса і Дарії, яка дає Ікусі поради.

## Розробка
Bokuhime Project розробляєтся Wizard Soft під керівництвом Тацуї Шиїни, Кенто Джобана та Фуміки Мацусіми.
Гру планується випустити на фізичних та цифрових носіях в Японії 23 квітня 2020 року для Nintendo Switch і PlayStation 4.
Різні бонуси включені в попередні замовлення гри, залежно від продавця, наприклад, гобелени з ілюстраціями на основі гри, акрилова підставка та шпалери на робочий стіл. Хоча Nippon Ichi Software публікує багато своїх японських ігор на західному ринку, про міжнародні релізи не оголошено; в лютому 2020 року розробники заявили, що створити англійську версію може бути складно через тривалість сценарію, але вони хотіли б, якщо це можливо, а також перенести гру на інші платформи.
У рамках створення фан-бази до гри, манга Bokuhime-sama to Otome Shugi від Дайкокуду Іюка була серіалізована в Dengeki PlayStation, починаючи з 27 липня 2017 року в 643 томі, 8 випуску додатка DenPlay Comic.

## Відгуки
| Видання | Оцінка             |
| ------- | ------------------ |
| Famitsu | 28/40 (7, 7, 7, 7) |

IGN та 4Gamer.net вважають, що теми охоплені в грі залишили велике враження, називаючи її унікальною але зрозуміло, що видавець буде вагатися випуску подібної гри.